# 平圖拉斯河

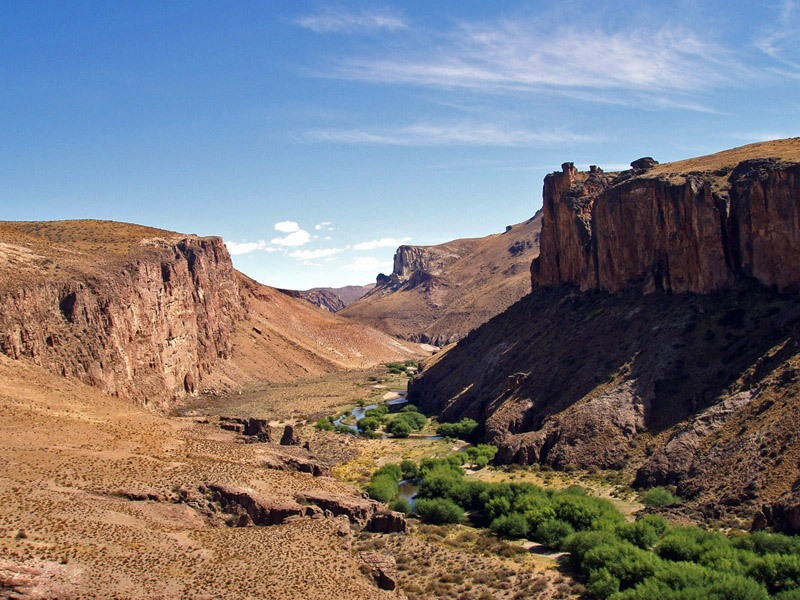
平圖拉斯河

平圖拉斯河（西班牙語：Río Pinturas）是阿根廷的河流，位於巴塔哥尼亞地區，由聖克魯斯省負責管轄，河道全長150公里，發源自安第斯山脈，最終注入德薩瓜德羅河。
46°34′59″S 70°18′00″W / 46.583°S 70.300°W